# Adolf von Bennigsen

Adolf v. Bennigsen als Student

Adolf von Bennigsen (* 28. Juli 1860 in Bennigsen; † 17. Januar 1902 in Hannover) war Jurist, Gutsbesitzer und Landrat des Kreises Springe.

## Leben
Bennigsen entstammte der niedersächsischen uradligen Familie von Bennigsen. Sein Vater war der nationalliberale Reichstagspolitiker und Oberpräsident der Provinz Hannover Rudolf von Bennigsen, sein älterer Bruder Rudolf wurde als deutscher Kolonialbeamter und Gouverneur von Deutsch-Neuguinea bekannt. Nach dem Schulbesuch am Lyceum in Hannover studierte Bennigsen Rechtswissenschaften an der Universität Göttingen, wo er Mitglied des Corps Hannovera wurde. Nach dem Referendarexamen (1881) wurde er 1886 Gerichtsassessor. Er übernahm den Gutsbetrieb der Familie und wurde dort 1887 Landrat des preußischen Landkreises Springe am Deister. 1890 heiratete er die elf Jahre jüngere Elisabeth von Schnehen, mit der er fünf Kinder bekam.

## Pistolenduell im Wisentgehege

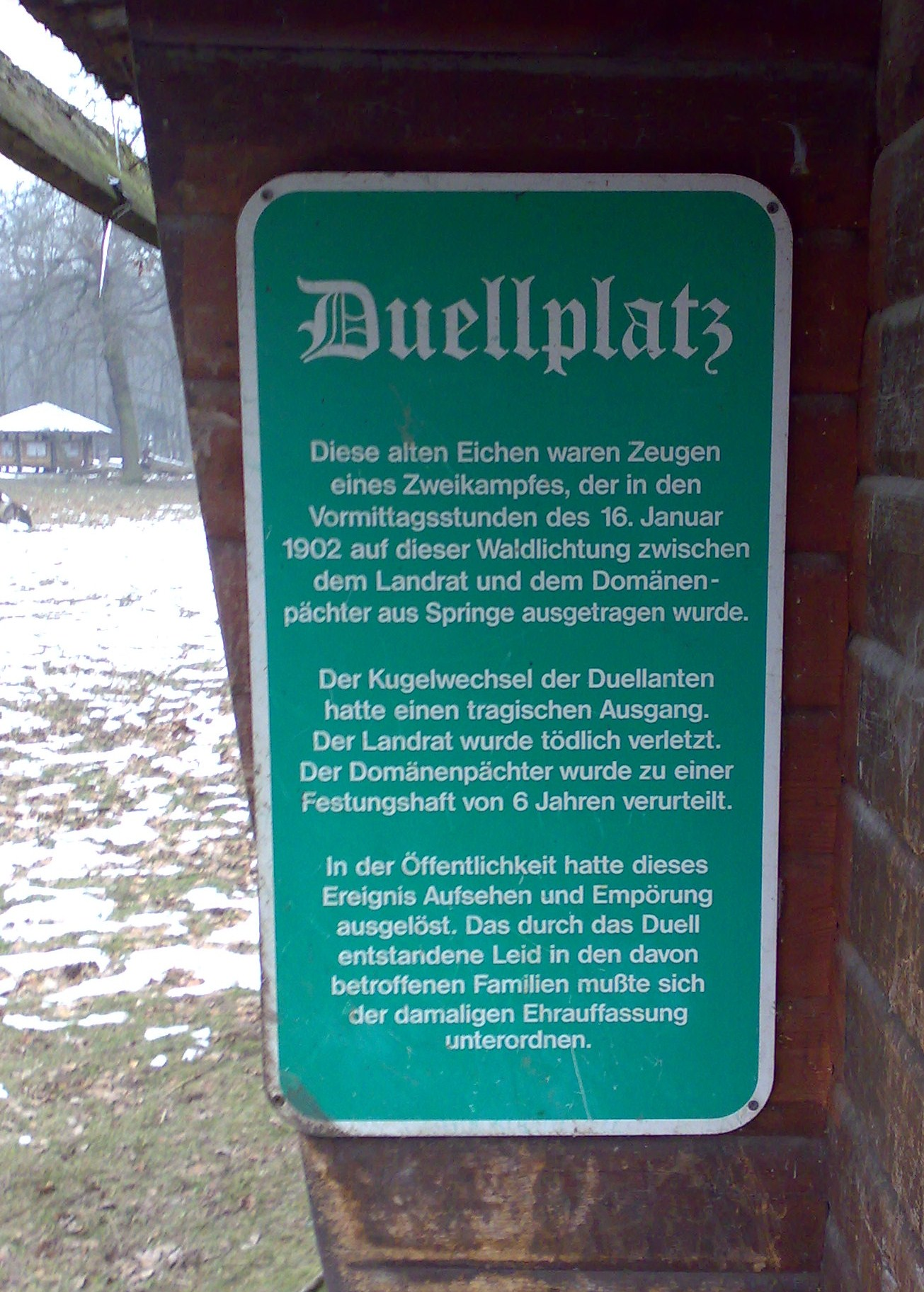
Hinweisschild am Duellplatz im Wisentgehege

„Frivolitäten“ nach damaligem Sprachgebrauch führten dazu, dass der Landrat sich nach den damaligen Ehrvorstellungen seines Milieus genötigt sah, seinen wesentlich jüngeren Nachbarn, den Domänenpächter Oswald Falkenhagen, wegen der Beleidigung zum Duell zu fordern. Das Duell auf Pistolen fand am Morgen des 16. Januar 1902 auf dem „Krönungsplatz“ im Saupark Springe statt. Der Platz liegt im Wisentgehege Springe und wird heute „Duellplatz“ genannt. Die Bedingungen waren Schusswechsel bis zur Kampfunfähigkeit bei einer Entfernung von 15 Sprungschritten. Sekundant Bennigsens war der Assessor Ernst Freiherr Langwerth von Simmern, Falkenhagen wurde von Referendar Wunnenberg sekundiert. Der Forderer wurde vom Geforderten beim dritten Schusswechsel in den Unterleib getroffen und brach zusammen. Später wurde eine vierfache Ruptur des Darms durch die Kugel festgestellt. Er wurde mit einem Tragekorb zum Bahnhof in Springe und von dort mit der Eisenbahn nach Hannover gebracht, wo er im Krankenhaus der Henriettenstiftung am nächsten Tag an Komplikationen nach der Operation durch Verblutung in der Bauchhöhle verstarb. Er wurde von seiner Familie im Park des Gutes in Bennigsen beerdigt. An der Beerdigung nahm der Reichskanzler Bernhard von Bülow mit der gesamten Reichsregierung sowie die politische Prominenz der Provinz Hannover teil.

## Folgen des Duells
Seine Frau wurde als „casus belli“ von der Familie von Bennigsen verstoßen. Der „frivole Beleidiger“ Falkenhagen wurde im Februar 1902 von der Strafkammer I des Landgerichts Hannover in einem damals insbesondere von der Damenwelt viel beachteten Schwurgerichtsprozess zu sechs Jahren Festungshaft verurteilt. Strafmildernd wurde berücksichtigt, dass die Frau des Landrats vier Jahre älter als ihr Verehrer war und vom Gericht als die eigentlich Schuldige angesehen wurde. Die Duellpistolen, die der Landrat als Fordernder gestellt hatte, wurden im konkurrierenden Verfahren vor dem Femegericht eingezogen.
Im deutschen Kaiserreich hatte es bereits in den 1890er Jahren eine heftige, aber ergebnislose politische Diskussion im Anschluss an die ähnlich spektakulären Duelle des Freiherrn Leberecht von Kotze vs. Karl von Schrader und Ketelhodt vs. Zenker (1896) gegeben. Bei letzterem hatte der kaiserliche Marineleutnant Freiherr Hans von Ketelhodt (1871–1948) den Rechtsanwalt Zenker erschossen. Die Forderung war wie im Falle Bennigsen von dem in seiner Ehre verletzten Ehemann Zenker ausgegangen. Präsident Rudolf von Bennigsen hatte bereits 1896 im Falle des Duells Ketelhodt vs. Zenker in einer politischen Erklärung darauf aufmerksam gemacht, dass die Wiederherstellung verletzter Ehre auf derartigem Wege höchst fragwürdig sei und derartige Fälle allenfalls vor Ehrengerichte gehörten. Nachdem 1902 nun die Familie des bekannten Politikers selbst betroffen war, formierte sich in Deutschland mit der 1902 in Kassel gegründeten deutschen Anti-Duell-Liga der Widerstand gegen diese Form der Satisfaktion auf breiterer Front.